# Emily Maglio
Emily Susan Isobel Maglio (Cranbrook, 13 novembre 1996) è una pallavolista canadese, centrale dell'Eczacıbaşı.

## Carriera

### Club
La carriera di Emily Maglio inizia nei tornei scolastici della Columbia Britannica, giocando con la Pinetree; parallelamente gioca anche a livello giovanile con la squadra del Ducks. Approda quindi negli Stati Uniti d'America per motivi accademici, dove partecipa alla NCAA Division I con la Hawaii, con cui gioca dal 2014 al 2017: pur non raggiungendo alcun traguardo di spicco, viene inserita nella seconda squadra All-American durante il suo Senior year e fa inoltre parte del programma di beach volley della Hawaii dal 2015 al 2019, saltando il primo anno. 
Nella stagione 2019-20 firma il suo primo contratto professionistico, approdando nella Serie A1 italiana con il San Casciano, mentre nella stagione seguente si accasa in Turchia, dove difende dapprima per un biennio i colori del Nilüfer, club impegnato in Sultanlar Ligi e quindi, a partire dall'annata 2022-23, quelli del Türk Hava Yolları, sempre in massima serie.
Dopo dopo l'inizio del campionato 2023-24 firma per il Beşiktaş; terminati gli impegni col club turco, disputa i play-off scudetto di Ligue A con il Levallois Paris, vincendo il titolo nazionale. Rientrata al Beşiktaş nel campionato seguente, si trasferisce poi all'Eczacıbaşı nell'annata 2025-26.

### Nazionale
Fa il suo esordio nella nazionale canadese nel 2018, conquistando la medaglia di bronzo al Coppa panamericana. Un anno dopo, invece, vince l'oro alla Volleyball Challenger Cup e il bronzo prima alla NORCECA Champions Cup e poi al campionato nordamericano, bissando quest'ultimo nell'edizione 2023, dove è premiata come miglior centrale.

## Palmarès

### Club
- Campionato francese: 1

2023-24

### Nazionale (competizioni minori)
- Coppa panamericana 2018
- Volleyball Challenger Cup 2019
- NORCECA Champions Cup 2019

### Premi individuali
- 2017 - All-America Second Team
- 2023 - Campionato nordamericano: Miglior centrale